# Molophilus (Molophilus) kutha
Molophilus (Molophilus) kutha is een tweevleugelige uit de familie steltmuggen (Limoniidae). De soort komt voor in het Australaziatisch gebied.